# Serial Lover
Pour plus de détails, voir Fiche technique et Distribution.
Serial Lover est un film français réalisé par James Huth, sorti en 1998.

## Synopsis
Directrice des « Éditions dangereuses », Claire Doste va bientôt fêter ses 35 ans. Elle aimerait vivre le grand amour, mais son problème est qu'elle en a quatre, tous brillants et intelligents… Pour les départager, elle décide d'organiser un dîner en les invitant ensemble. Mais un accident est si vite arrivé...

## Fiche technique
- Titre : Serial Lover
- Réalisation : James Huth
- Scénario : Romain Berthomieu et James Huth, dialogues de Hugo Jacomet
- Musique : Bruno Coulais
- Pays d'origine :  France
- Genre  : comédie noire
- Durée : 83 minutes

## Distribution
- Michèle Laroque : Claire Doste
- Albert Dupontel : Eric Cellier
- Élise Tielrooy : Alice Doste
- Michel Vuillermoz : Charles Thiriot
- Gilles Privat : Ruitchi dit Chichi
- Zinedine Soualem : Prince Hakim
- Antoine Basler : Sacha Peters
- Didier Bénureau : Bruno Helgen
- Philippe Vieux : Giuseppe
- Patrick Ligardes : Pino
- Isabelle Nanty : Isabelle
- Pierre-François Martin-Laval : Greenrabbit
- Maurice Barthélemy : Maurice Speedrabbit
- Marina Foïs : Mina Schuster
- Jean-Paul Rouve : Edouard Pied
- Laurent Kérusoré : Invité d'Alice

## Autour du film
Les six membres des Robin des Bois y font une apparition : Pascal Vincent, Pierre-François Martin-Laval, Maurice Barthélemy, Marina Foïs, Jean-Paul Rouve et Elise Larnicol.
Une adaptation coréenne peu connue, Femme fatale/Happy killing (Jugeodo haepi ending), a été réalisé par Kyeong-hun Kang en 2007. On peut y entendre l'actrice Ji-won Ye, dans le rôle principal, parler en français.

## Distinctions
- Prix spécial du jury au festival du film de Paris.
- Audience Award au festival du film « Cinemania » de Montréal.
- Prix FIPRESCI - mention spéciale festival international du film de Chicago.